# Landing on Water
| 전문가 평가                   | 전문가 평가 |
| 평가 점수                     | 평가 점수   |
| 출처                          | 점수        |
| ----------------------------- | ----------- |
| AllMusic                      | [ 1 ]       |
| Robert Christgau              | C+          |
| The Rolling Stone Album Guide | [ 3 ]       |
| Spin Alternative Record Guide | 4/10        |

《Landing on Water》는 캐나다의 싱어송라이터 닐 영의 열다섯 번째 스튜디오 음반이다. 이 음반은 1986년 7월 21일, 게펀 레코드에 의해 발매되었다.

## 배경
이 음반은 1985년 컨트리 음반 《Old Ways》와 1983년 두왑 음반 《Everybody's Rockin'》 이후 현대적인 록 사운드로의 회귀를 나타낸다. 영의 음반 회사인 게펀 레코드는 유명하게도 그의 익숙한 스타일의 음반을 만들었다며 그를 고소했다. 영은 《Landing on Water》를 위해 프로듀서 대니 코치마, 엔지니어 니코 볼라스, 스튜디오 드러머 스티브 조던을 고용했다. 이 음반은 유명한 드럼, 싱클라비어 및 신시사이저와 함께 독특한 프로듀싱과 합성 1980년대 사운드로 유명하며 "폐소공포증" 느낌을 준다. 2009년 인터뷰에서 영에 따르면, "유럽의 한 음반 회사 사장은 그것이 그가 들어본 음반 중 가장 폐소공포증이 있는 음반이라고 저에게 말했고, 저는 그것이 꽤 멋지다고 생각했습니다. 그는 그것을 그의 포르쉐에 넣었고, 그것을 정말 크게 올렸습니다. 그는 단지 그 모든 것이 그의 전부라고 느꼈습니다."

## 발매
이 음반은 1986년 7월 21일에 발매되었다. 영국에서의 음반의 홍보 광고는 히틀러와 그가 "우리 시대의 평화"를 약속한 것을 대신하여 음반의 복사본을 들고 있는 네빌 체임벌린의 상징적인 이미지를 포함했다. 1994년 그 광고 컨셉에 대해 질문을 받았을 때, 영은 "저는 그것과 아무 관련이 없습니다... 하지만 저는 그 컨셉을 좋아합니다. 그것을 생각했던 사람은 분명히 천재였을 것입니다. 제게 하이 아트처럼 들립니다. 그렇습니다."라고 말했다.
2022년 4월 2일, 이 음반의 고해상도 버전이 발매되었다. 엔지니어이자 프로듀서인 니코 볼라스는 2022년 4월 18일 닐 영의 웹사이트에 게시된 기사에서 원래 아날로그 마스터 테이프에서 새로운 이전을 하는 과정에 대해 설명한다. 팬들은 이 음반이 영스 아카이브 웹사이트에서 원래 이용 가능했기 때문에 이 음반의 음질에 대해 의문을 제기하기 위해 영에게 편지를 보냈다. 그 결과 볼라스와 엔지니어 존 하우스만은 마스터 테이프를 추적하여 상당히 향상된 음질과 선명도로 새로운 이전을 했다. 새로운 이전은 이전 발매보다 듣기에 덜 피로하며 믹스에 있는 각 악기의 훨씬 향상된 선명도를 제공한다.

## 곡 목록
모든 곡들은 닐 영에 의해 작사/작곡하였다.
| #  | 제목                    | 재생 시간 |
| -- | ----------------------- | --------- |
| 1. | 〈Weight of the World〉 | 3:40      |
| 2. | 〈Violent Side〉        | 4:22      |
| 3. | 〈Hippie Dream〉        | 4:11      |
| 4. | 〈Bad News Beat〉       | 3:18      |
| 5. | 〈Touch the Night〉     | 4:30      |

| #   | 제목                     | 재생 시간 |
| --- | ------------------------ | --------- |
| 6.  | 〈People on the Street〉 | 4:33      |
| 7.  | 〈Hard Luck Stories〉    | 4:06      |
| 8.  | 〈I Got a Problem〉      | 3:16      |
| 9.  | 〈Pressure〉             | 2:46      |
| 10. | 〈Drifter〉              | 5:05      |